# Crack the Sky
Pour l’article ayant un titre homophone, voir Crack the Skye.
Crack the Sky est un groupe américain de rock, originaire de Weirton, en Virginie-Occidentale. Il est formé dans les années 1970. En 1975, Rolling Stone déclare leur premier album « album de l'année », et en 1978, le Rolling Stone Record Guide les compare à Steely Dan.

## Historique

### Années 1970
Crack the Sky reprend ses origines d'un groupe appelé Uncle Louie and Sugar. Uncle Louie faisait participer John Palumbo au chant, et Rick Witkowski à la guitare, et Sugar faisait participer Joe Macre à la basse et Jim Griffiths à la guitare. Wikowski et Palumbo auditionnent pour Terry Minogue, un neveu de Terry Cashman des CashWest Productions. Minogue convainc CashWest de leur donner les droits au développement afin de former un groupe.
En 1975, le groupe publie son premier album, l'éponyme Crack the Sky, qui atteint la 161e place du Billboard. Bien qu'apprécié par The New York Times et déclaré « premier album de l'année » par Rolling Stone, des problèmes de promotion et de distribution avec Lifesong Records empêchent son succès. Pour Terry Minogue, « les morceaux étaient prometteurs mais ils ne sont jamais arrivés sur le marché. L'album est à la radio mais pas sur le marché ou vice-versa. Il n'y a que quand les gens le veulent qu'il est disponible. » L'album  réussit néanmoins à percer dans le marché de Baltimore. En 2015, l'album se classe 47e dans la liste des « 50 meilleurs albums de rock prog de tous les temps » établie par Rolling Stone.
Animal Notes, leur deuxième album, devait à l'origine être un hommage à la Gendarmerie royale du Canada, mais dans la production, le concept est réduit à un morceau, Rangers at Midnight. Par la suite, Crack the Sky termine une tournée nord-américaine avec Styx, Supertramp, Rush, Foreigner, Electric Light Orchestra, Yes, ZZ Top, Kansas, Edgar Winter, Frank Zappa, et Boston.
À cause du manque de dialogue avec leur label, et des divergences d'approches créatives musicales, Palumbo quitte le groupe en 1977 pour se consacrer à une carrière solo. Les membres restants, et le chanteur Gary Lee Chappell, le guitariste Barry Siegfried et le claviériste Vince DePaul, publient Safety in Numbers en 1978. Safety in Numbers atteint la 126e place du Billboard. En soutien à Safety in Numbers, Crack the Sky ouvre pour la tournée Dog and Butterfly de Heart en 1978. Le groupe se sépare la même année.

### Années 1980–1990
En 1980, Palumbo se réunit avec Witkowski et le claviériste Vince DePaulpour reformer le groupe et publier l'album White Music plus tard dans l'année. Il comprend des morceaux tels que All American Boy, Skin Deep, Techni Generation, et Hot Razors in My Heart. Après la sortie de l'album, le groupe se met en pause en 1983, et Witkowski, Macre et D'Amico reviennent à Pittsburgh et s'associent au chanteur Bill Taylor pour former B.E. Taylor Group. Ils publient un EP indépendant, et signent à MCA Records pour deux albums : Innermission et Love Won the Fight. Le succès de leur single Vitamin L mène à une signature avec CBS Records, où ils enregistrent un troisième album, Our World en 1986.
Entretemps, Palumbo reforme Crack the Sky vers 1981 avec DePaul, Carey Ziegler, Bobby Hird et John Tracey, et produit Photoflamingo. Cette nouvelle formation, et les nouveaux albums World in Motion 1 et The End, n'atteignent pas le même succès que leurs prédécesseurs, et le groupe se sépare en 1983. 
Palumbo publiera l'album Raw sous le nom de Crack the Sky en 1986. Il réunit le groupe avec Witkowski, Hird, DePaul, Ziegler, et D'Amico pour une série de concerts la même année, au club Hammerjack's de Baltimore. Entre 1986 et 1989, le groupe joue dans la banlieue de Baltimore, dont un concert au Painters Mill Music Fair.
En 1988, Palumbo se joint à Witkowski, DePaul et D'Amico pour produire From the Greenhouse, qui est un retour sonore aux racines, et qui comprend le morceau notable Lost In America. L'album atteint la 186e place du Billboard, et est accueilli d'une manière mitigée par le magazine People.
Crack the Sky publie l'album Dog City en 1990. La période 1990-1996 assiste à une brève activité du groupe et à la sortie de la compilation Rare! en 1994. À cette période, Witkowski compose pour quelques séries télévisées pour la chaine Nickelodeon, comme Guts et Figure It Out. Palumbo réunit encore le groupe en 1996 avec plusieurs concerts dans la banlieue de Baltimore. Le groupe comprend la même formation que celle de 1983. Un nouvel album studio, Cut, est publié en 1999.

### Années 2000–2010
Crack the Sky continue de jouer occasionnellement en concert et de s'associer à Palumbo. Les albums Ghost et Dogs from Japan sont publiés en 2001 et 2003, respectivement. Le groupe enregistre et publie un nouvel album-concept en 2007, intitulé The Sale, qui fait participer leur premier bassiste, Joe Macre. En 2008, Joey D'Amico et Joe Macre reviennent au sein de Crack the Sky à la batterie et basse, respectivement. Ils jouent au festival ROSfest puis publient un DVD de leur performance intitulé Crack the Sky, All Access produit et mixé par Macre.
En 2010 sort Machine, un autre album-concept. Ostrich, leur nouvel album, sort en 2012, suivi de The Beauty of Nothing en 2017.

## Discographie
- 1975 : Crack the Sky
- 1976 : Animal Notes
- 1978 : Safety In Numbers
- 1978 : Live Sky
- 1980 : Classic Crack
- 1980 : White Music
- 1981 : Photoflamingo
- 1994 : Crack Attic
- 2010 : Machine
- 2012 : Ostrich
- 2017 : The Beauty of Nothing